# 青梅飯能ビッグヒルズ構想
青梅飯能ビッグヒルズ構想（おうめはんのうビッグヒルズこうそう）とは、東京都青梅市と埼玉県飯能市、入間市に跨る加治丘陵にニュータウンを建設する構想のこと。東京都の多摩ニュータウンや横浜市の港北ニュータウンをモデルとしていた。

## 概要
1996年初頭に首都圏中央連絡自動車道 鶴ヶ島JCT〜青梅ICの開通が予定されており、青梅IC機能強化や西武池袋線 飯能駅、JR八高線の機能強化が目的であった。そのため、入間市としては組み込まれただけに近く、市議会等で当初から反発が強かった。その反発から入間市は1998年に加治丘陵自然保護条例を定めた。その上、青梅市は開発にこそは肯定的だったが、財政難に陥っており、すぐに工事に取りかかれる見込みがなく、飯能市による美杉台ニュータウンの拡張のみに終わった。
飯能市としては美杉台ニュータウンに続くニュータウン開発の予定だった。

## その他
- 青梅市はJR青梅線 東青梅駅付近の永山丘陵に民間が開発する大規模なニュータウン計画もあり、どちらも公共インフラは青梅市が負担となるために同時進行での工事が行えなかった。

- 東京都が構想する高速多摩新宿線もこの計画に組み込まれいた。